# Single by Sunday
Single by Sunday es una boy band británica formada en Glasgow en 2015. Está formada por Josh Ladds (voz y guitarra), Jonny Eakins (guitarra), Jack Black (bajo) y George Wilson (batería y piano). Su primer EP, Watch Out World, fue lanzado el 2 de junio de 2017 de manera independiente.

## Discografía

### EP
- Watch Out World[6] (2017)